# La Mémoire dans la peau (jeu vidéo)
Pour les articles homonymes, voir La Mémoire dans la peau.
La Mémoire dans la peau (Robert Ludlum's The Bourne Conspiracy) est un jeu vidéo d'action et d'infiltration développé par High Moon Studios et édité par Vivendi Games, sorti en 2008 sur PlayStation 3 et Xbox 360. Le jeu est fortement inspiré du film et du roman homonyme  écrit par Robert Ludlum.

## Accueil
- Jeuxvideo.com : 13/20[1]